# Putz (Bauteil)

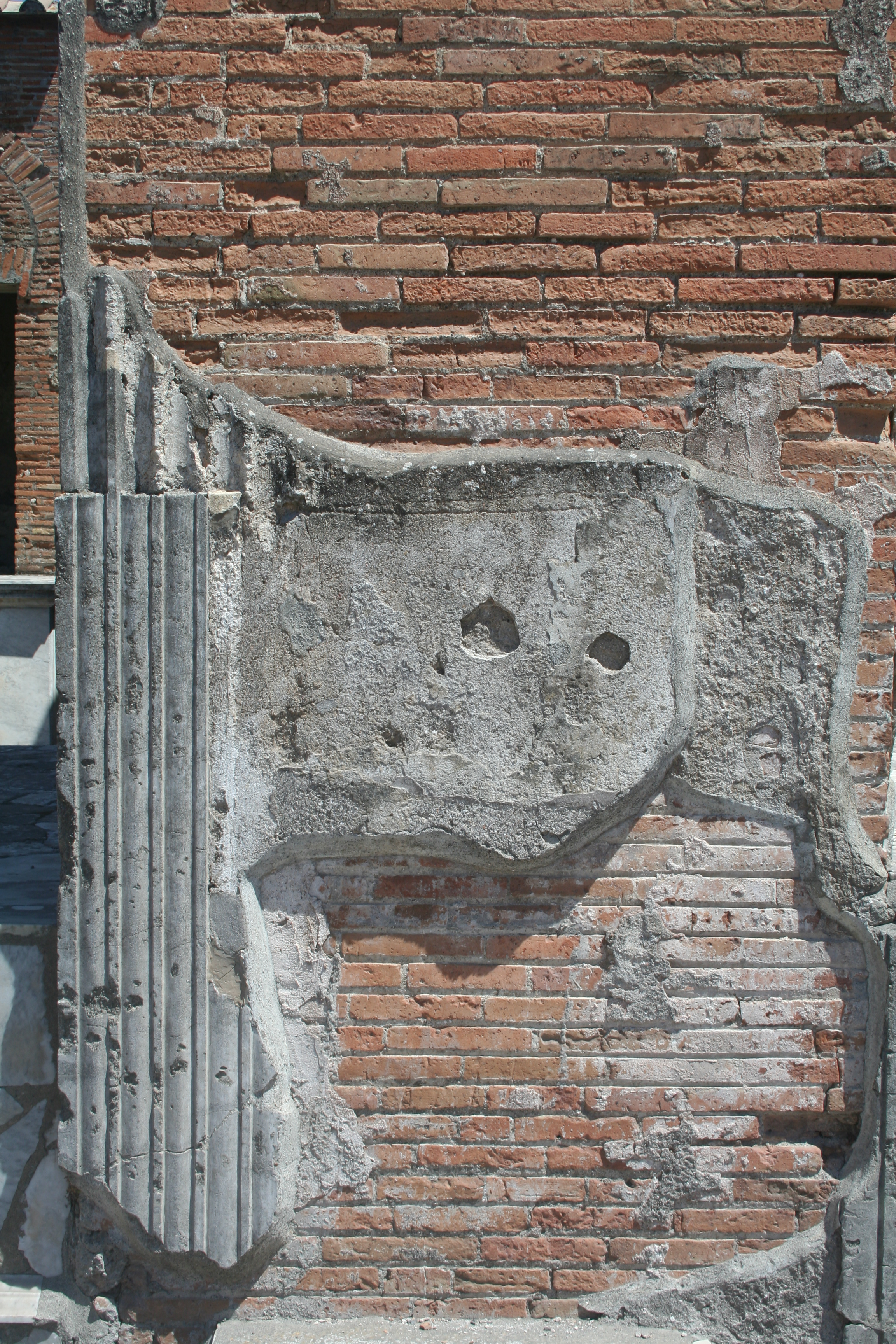
Reste von Kalkstuck in Pompeji (79 n. Chr.)

Als Putz oder Verputz wird im Bauwesen eine feucht zu verarbeitende, pastöse und meist körnige Masse bezeichnet, mit der Außen- und Innenwände, Decken sowie in Ausnahmefällen auch Dächer und dekorative Objekte beschichtet werden.
Gipskarton und andere Trockenbauplatten werden demgegenüber gelegentlich als Trockenputz bezeichnet.
Je nach Einsatzart erfüllt der Putz als Bauteil verschiedene Zwecke. Unebenheiten werden ausgeglichen. Eine optisch gleichmäßige Oberfläche wird hergestellt, die häufig auch als Untergrund für einen Farbauftrag, für Tapete oder Fliesen dient. Siehe auch: Oberputz
Besonders Außenputz erhält oft eine dekorative Oberflächenstruktur. Früher wurden auch aufwändige Stukkaturen zur Dekoration und flächigen Strukturierung ausgeführt. Zugleich verbessert ein Verputz oft auch die Luftdichtigkeit von Wänden und Decken ebenso wie den Feuerwiderstand und den Schallschutz. Leichte Zuschlagstoffe verbessern die Wärmedämmung des Bauteils. Außenputze können die Wasseraufnahme des Untergrunds verringern und schützen vor Bewitterung. Innenputze regulieren die Raumfeuchte.
Wenn mehrere, aufeinander abgestimmte Putzschichten aufgetragen werden, werden diese auch als Putzsystem bezeichnet, gegebenenfalls gemeinsam mit dem vorgesehenen Putzgrund, Putzträger und Armierungsgewebe.
Zu technischen Eigenschaften und Richtlinien siehe auch: Putz (Baustoff)

## Wortherkunft
Putz wurde im 17. und 18. Jahrhundert aus dem Wort putzen, abgeleitet von butzen, gebildet. Das seit dem 15. Jahrhundert verwendete, schwache Verb bedeutete ursprünglich „den Butzen (Unreinigkeit, Schmutzklümpchen, Klumpen) entfernen“ (das Ursprungswort ist z. B. in der Butzenscheibe erhalten geblieben). Auch eine Ableitung von dem lateinischen putare, amputare ausseiden, putzen ist denkbar.
Neben dem „Säubern“ und „Reinigen“ entwickelte sich auch die Bedeutung des „Verschönerns“ und „Schmückens“, die sich in alten Begriffen wie Kopfputz oder Putzmacherin findet. Insofern bezeichnet Putz oder Verputz den Aspekt des zierenden Endbewurfs (an den allfällig noch eine Färbelung angebracht wird), der Aspekt der Ausgleichsschicht auf der Wand fällt unter den Begriff Mörtel (lateinisch mortarius „das im Mörser feingemahlene“) und Putzmörtel.

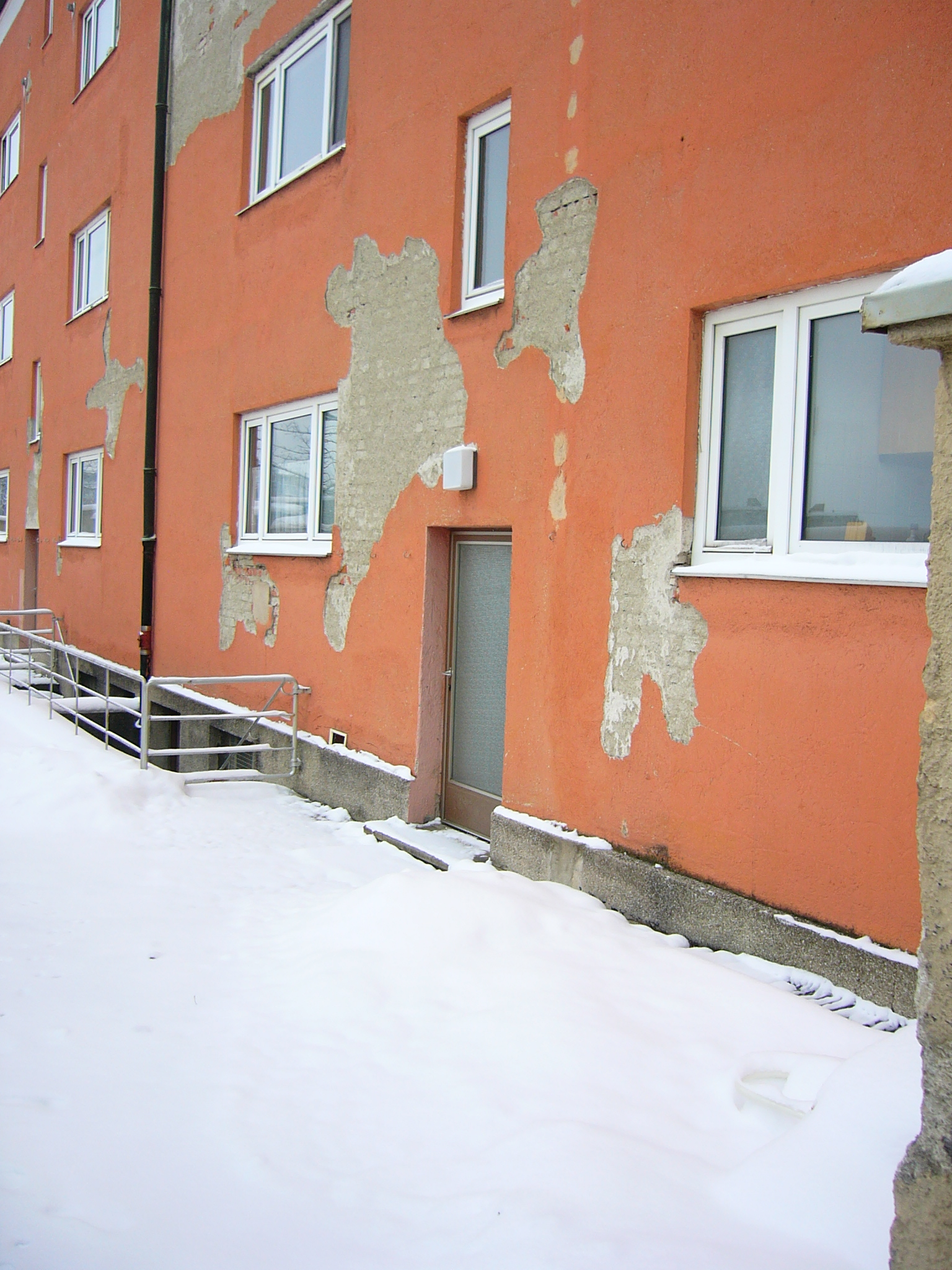
An einem Wohnhaus wurden möglicherweise die Putzregeln nicht eingehalten

## Geschichte
Putz ist die älteste Art der Wandverkleidung. Schon um 7200–6500 v. Chr., als in der Region des Fruchtbaren Halbmonds frühe Steinbauten entstanden, wurden die rohen Mauern mit Lehm, Gips oder Kalk geglättet. In Pompeji sind an einigen Stellen aus fünf bis sechs Schichten bestehende Putze erhalten. In der Antike beschrieb Vitruv die Verarbeitung des Kalkmörtels. Mit farbig getünchten Putzen wurden im Barock Hausteinoberflächen imitiert. Seit der Industrialisierung im 19. Jahrhundert verwendete man statt der traditionellen Kalkanstriche verschiedenste Ersatzmaterialien, die allerdings meist nicht hydrophil, also wasserdurchlässig sind und als Trocknungsblockade wirken. In der Denkmalpflege dagegen werden wieder die günstigen Eigenschaften des Kalkputzes geschätzt.

## Putzsysteme
Mit dem Begriff Putzsystem wird das integrale Zusammenspiel von Putzgrund und Putzlage(n) erfasst. Demnach können nur optimal aufeinander abgestimmte Schichten zusammen die an einen Putz gestellten Anforderungen dauerhaft erfüllen. Eine traditionelle Putzregel besagt, dass die Festigkeit des Putzes von innen nach außen, d. h. zur jeweiligen Putzoberfläche hin, abnehmen sollte. Diese Regel ist sinngemäß ebenfalls bei der Festigkeitsabstufung zwischen dem Putzgrund und dem Unterputz zu beachten.
Die alte Handwerkerregel „weich auf hart“ zu putzen, kann allerdings lediglich für herkömmliche, mineralisch gebundene Putze auf massivem Mauerwerk (kleinformatige Vollsteine mit hohem Fugenanteil) angewendet werden. Für Putze auf hoch wärmedämmendem Leichtmauerwerk (porosierte Leichthochlochziegel, Bimshohlblocksteine, Porenbetonsteine) gilt sie nicht. Derart bewegliche Putzgründe machen eine schubweiche, entkoppelnde Zwischenschicht zwischen Wandbildner und Oberputz erforderlich. Mit einem Unterputz weicher als dem Oberputz kommt es also zu einer Umkehrung der alten Putzregel.

## Arten von Putz

### Überblick
Putz kann nach den verwendeten Materialien, i. d. R. nach dem Bindemittel (Kalkputz, Kalkzementputz, Zementputz, Gipsputz, Lehmputz, Silikatputz und organischer Kunstharzputz), nach Ort und Art der Mörtelproduktion (Werktrockenmörtel, Werkfrischmörtel, Baustellenmörtel), nach der Art des Anmischens (Handputz, Maschinenputz), nach der Oberflächenbehandlung (Kratzputz, Reibeputz, Kellenwurfputz, Kellenstrichputz), nach der Funktion (Wärmedämmputz, Akustikputz, Sanierputz, Magnetputz) oder nach der Auftragsstärke unterschieden werden.
Der Begriff organisch bedeutet in diesem Zusammenhang, dass die Eigenschaften des betreffenden Materials überwiegend von den enthaltenen Kunstharzen bestimmt werden. Ein mineralischer Putz enthält demgegenüber nur wenige und ein rein mineralischer Putz gar keine Kunstharzanteile.

### Nach Putzaufbau
Spritzbewurf oder Vorspritz (Haftvermittler)
Dünn angerührter Spritzbewurf wird mit der Kelle oder dem Quast auf wenig saugende oder glatte Untergründe (z. B. Beton) netzartig, also nicht deckend, angeworfen. Auf stark saugenden (z. B. niedrig gebrannte Ziegel, Gips oder Lehm) oder ungleichmäßigen Untergründen (verschiedene Materialien) wird der Spritzbewurf vollflächig angeworfen.
Haftbrücke
Statt Spritzbewurf werden auf Betonflächen häufig organische Haftbrücken, z. B. zum nachfolgenden Auftrag von Gipsputzen, oder mineralische Haftbrücken zur Vorbehandlung des Untergrunds für Kalk-Zementputze verwendet.
Unterputz (Grundputz)
Auf normal saugenden Untergründen kann der Unterputz in Stärken von 1–3 cm (in Sonderfällen bis 10 cm) direkt auf den Untergrund aufgetragen werden. Der Unterputz soll Unebenheiten ausgleichen. Variiert die zum Ausgleich erforderliche Schichtdicke um mehr als 5–10 mm, wird in der Regel jedoch ein vorheriges Auffüllen der tieferliegenden Stellen nötig, da sich die Putzfläche sonst nicht mehr gleichmäßig abziehen lässt. Soweit sie nicht gebündelt auftreten, lassen sich einzelne Rohre und Kabel jedoch üblicherweise vielfach im Unterputz einbetten. Der Unterputz dient als Träger für Oberputze (Edelputze). Traditionelle Unterputze enthalten als Bindemittel meist verschiedene Kalke (oft mit Anteilen an Zement) oder Gips. Sie dienen in Innenräumen teilweise als Untergrund für Tapeten oder Anstriche. Putze mit höherem Zementanteil werden als Sockelputze oder in Feuchträumen (z. B. Keller und Bäder) und als Tragschicht von harten Wandbekleidungen (Naturstein, Fliesen) verwendet.
Oberputz
Mit Oberputz wird die letzte Putzlage eines Putzsystems im Außen- und Innenbereich bezeichnet. Er kann als Dünnschichtputz (organisch gebundener Putz, Schichtdicke = maximale Kornstärke) oder Dickschichtputz (überwiegend mineralisch gebundener Putz, Schichtstärke > Größtkorn) ausgeführt werden. Mineralisch gebundene Oberputze sind bauphysikalisch günstiger, benötigen jedoch für ein gleichmäßiges Erscheinungsbild und zum Wetterschutz meist einen Egalisationsanstrich.

### Nach Auftragsstärke

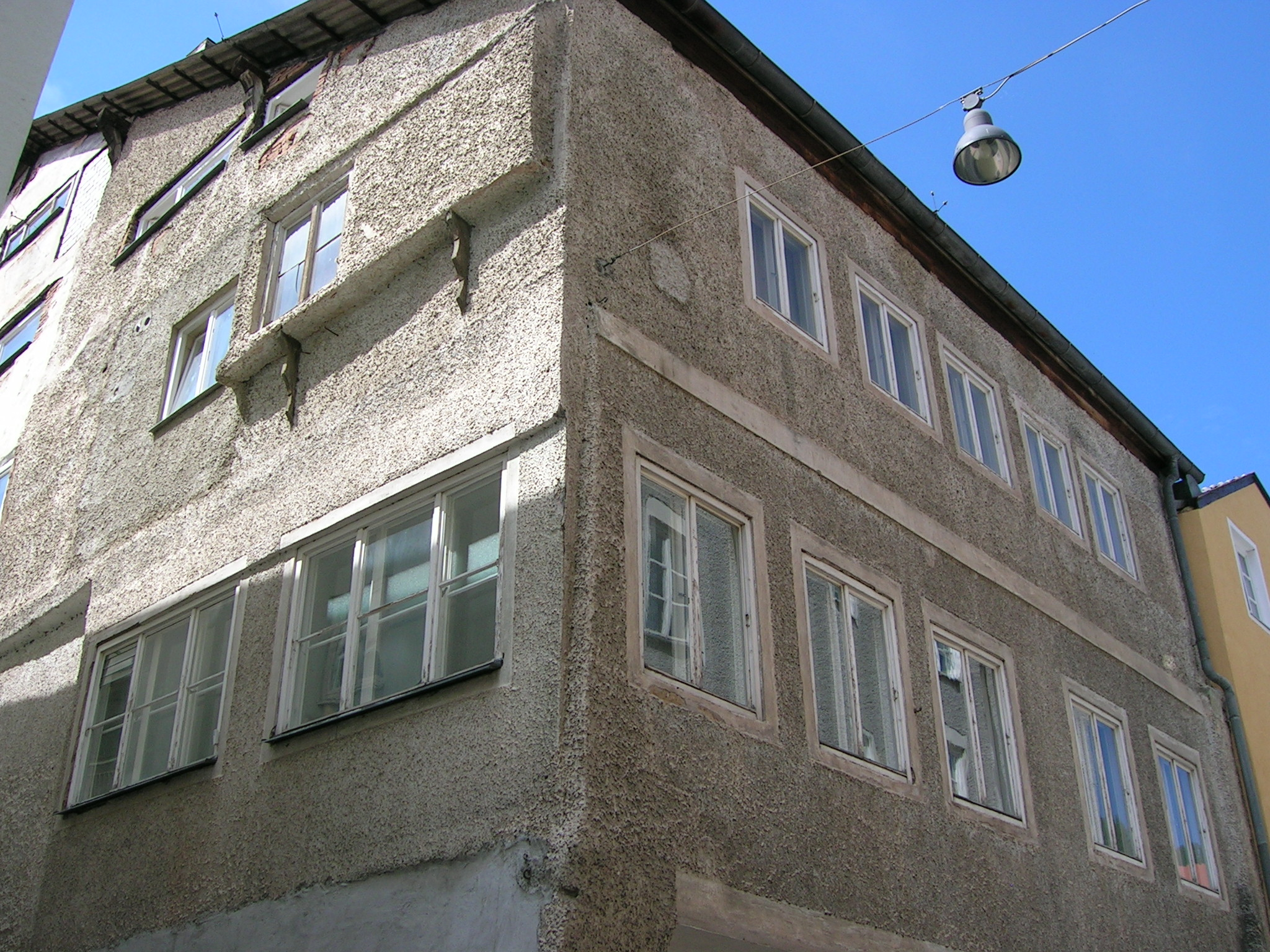
Mit Spritzputz verputztes Fachwerk, Pappenheimer-Haus, Eichstätt

Traditionell werden Dickschichtputze verwendet, die in einer Auftragsstärke von wenigstens dem zweifachen Durchmesser des Größtkorns des Zuschlagstoffs aufgebracht werden. Meist wurde ein Größtkorn von 2–8 mm verwendet. Die typische Auftragsstärke beträgt 10–15 mm bei Innen- und 15–20 mm bei Außenputz.
Einige grobe Oberputze werden in geringerer Stärke verarbeitet, um eine spezielle Oberflächenstruktur herzustellen:
- Spritzputz wird mit einem Größtkorn von bis zu 8 mm (selten bis zu 16 mm) relativ flüssig angemischt und wie ein vollflächiger Spritzbewurf über dem Grundputz angeworfen. Bei größerer Auftragsstärke spricht man von Spritzbeton.
- Bei Kratz-, Rapp- und Reibeputzen ist es mitunter erwünscht, dass das Größtkorn beim Abziehen bzw. Abreiben des angesteiften Putzes mitgezogen wird und Vertiefungen auf der Oberfläche hinterlässt. So etwa beim „Schleppputz“ oder „Münchner Rauputz“, die auch als „Schieber“ sowie aufgrund der Furchen als „Madenputz“ oder „Wurmputz“ bezeichnet werden.[5]
- Durch Auswaschen des Bindemittels und Feinkorns tritt das Grobkorn (wie bei Waschbeton) dekorativ aus der Oberfläche hervor.[6]

Moderne Dünnschichtputze enthalten üblicherweise Kunstharze und andere Zusätze, die durch Verzögerung der Austrocknung, Erhöhung der Bindekraft und Verbesserung der Verarbeitungseigenschaften Auftragsstärken ab etwa 3 mm ermöglichen. Spachtelmassen können teilweise sogar „auf Null“ ausgezogen werden.
Der Handel nennt Dünnschichtputze auch Edelputze, um auszudrücken, dass besonders selektierte Gesteinskörnungen verwendet und die Eigenschaften des Putzes durch Zusatzmittel modifiziert werden.
Dünnschichtputze werden häufig zur Überarbeitung bestehender Putzflächen sowie als dekorative Deckbeschichtung von Wärmedämmverbundsystemen eingesetzt. Häufig wird zur Vermeidung von Rissen eine Bewehrung in Form eines Glasfaser-Gewebes eingearbeitet.
Glätt-, Schweiß- und Schlämmputze werden in einer Stärke von wenigen Millimetern aufgetragen, um die Oberfläche des Grundputzes zu vereinheitlichen, zu glätten oder um Poren zu schließen. Wenn die darunterliegende Putzfläche noch nicht ganz abgebunden ist oder sehr gründlich vorgenässt wird, so können auch solche dünnen Putzschichten als reine Kalkputze ohne Zugabe organischer Bindemittel ausgeführt werden. Während Glättputz in der Art einer Spachtelmasse häufig zum Herstellen einer möglichst ebenen Wandfläche verwendet wird, werden Schweißputze sowie insbesondere auch die pastös bis flüssig aufgetragenen Schlämmputze eher konturfolgend zum Schlichten unebener Flächen eingesetzt, ohne die vorhandene Unebenheiten vollständig einzuebnen.

### Nach Material
- Lehmputz: Lehm ist das erste von der Menschheit verwendete Putzmaterial. Lehmputz ist einfach zu verarbeiten, vielseitig einsetzbar, sehr diffusionsoffen und schafft durch extreme Sorptionsfähigkeit ein gesundes Raumklima. Da Lehmputz feuchteempfindlich ist, sollte er nicht an Wetterseiten von Gebäuden oder in feuchten Kellern eingesetzt werden.
- Kalkputz und Kalkschlämme: Wird meist als Putz für historische Gebäude, aufgrund seiner geringen Festigkeit und besseren Spannungsaufnahme genutzt. Benötigt zur Verarbeitung den versierten Fachhandwerker und längere Trocknungszeiten. Kalkputz ist ökologisch und wirkt fungizid. Er ist diffusionsoffen und sorgt für ein sehr gutes Raumklima.
- Kalkzementputz: Klassischer Putz für innen und außen. Häufig auch als Kalkzementleichtputz (enthält kleinste Styroporkügelchen oder mineralische Zuschläge, z. B. Bims oder Blähglas) an Fassaden und in Feuchträumen verwendet. Kalkzementputz besitzt eine höhere Druckfestigkeit als reiner Kalkputz und ist ebenfalls diffusionsoffen sowie feuchteunempfindlicher. Durch den Zementanteil ist er aber für die hochwertige Instandsetzung von historischen Gebäuden wenig geeignet.
- Zementputz: Aufgrund der Härte und Sprödheit ist reiner Zementputz rissgefährdet, wenn er Wärmespannungen ausgesetzt wird und löst sich von Untergründen mit anderem Dehnungsverhalten leicht ab. Er wird darum überwiegend nur im Tief- und Wasserbau eingesetzt, wo gleichmäßige Temperaturen herrschen.
- Gipsputz, je nach Inhaltsstoffen auch Anhydritputz, Gipskalkputz, Kalkgipsputz oder Gips-Kalk-Zement-Putz: Meist als geglätteter oder verriebener Putz für den Innenbereich verwendet. Oft zur Beschichtung mit Tapeten vorgesehen. Er darf in Feuchträumen bis zur Beanspruchungsklasse W3 (d. h. häusliche Küchen und Bäder) eingesetzt werden, jedoch nicht in gewerblich genutzten Nassräumen, Garagen o. ä. (Beanspruchungsklasse W4). Im Außenbereich wird gipshaltiger Putz nur ausnahmsweise in der Denkmalsanierung zum Nachstellen historischer Putzmischungen verwendet.
- Kalkedelputz, wie beispielsweise Kalkglätte (bei niedrigen Temperaturen gebrannter Weißkalk, auch mit weißem Marmormehl-Zusatz), Stucco lustro (italienisch, übersetzt ‚glänzender Putz‘; Kalkputz mit Wachs bearbeitet), Marmorino (auch Stucco veneziano genannt; mit farbigen Marmormehlen; in mehreren Schichten aufgetragen und nachverdichtet) oder Tadelakt (mit Seife wasserfest gemacht).
- Baumwollputz: Wand- und Deckenbeschichtung für Innenräume, die aus Baumwollfasern und verschiedenen Füll- und Effektstoffen besteht. Als Bindemittel wirkt Zellulose. Baumwollputz und andere Naturfaserbeschichtungen werden meist als Endbeschichtung anstatt einer Tapete oder eines Reibe- oder Kratzputzes eingesetzt.
- Kunstharzputze enthalten überwiegend oder ausschließlich organische Bindemittel

Spezielle Bindemittel
- Puzzolan, ein Bindemittel für Putzen und Cocciopesto (mit Zusatz von Ziegelmehl)[7]
- Trasskalk- und Trasszementmörtel werden insbesondere zum Versetzen, Verfugen und Verputzen von eher hartem Naturstein, wie etwa vielen Kalksteinarten, verwendet

### Nach der Oberflächengestaltung

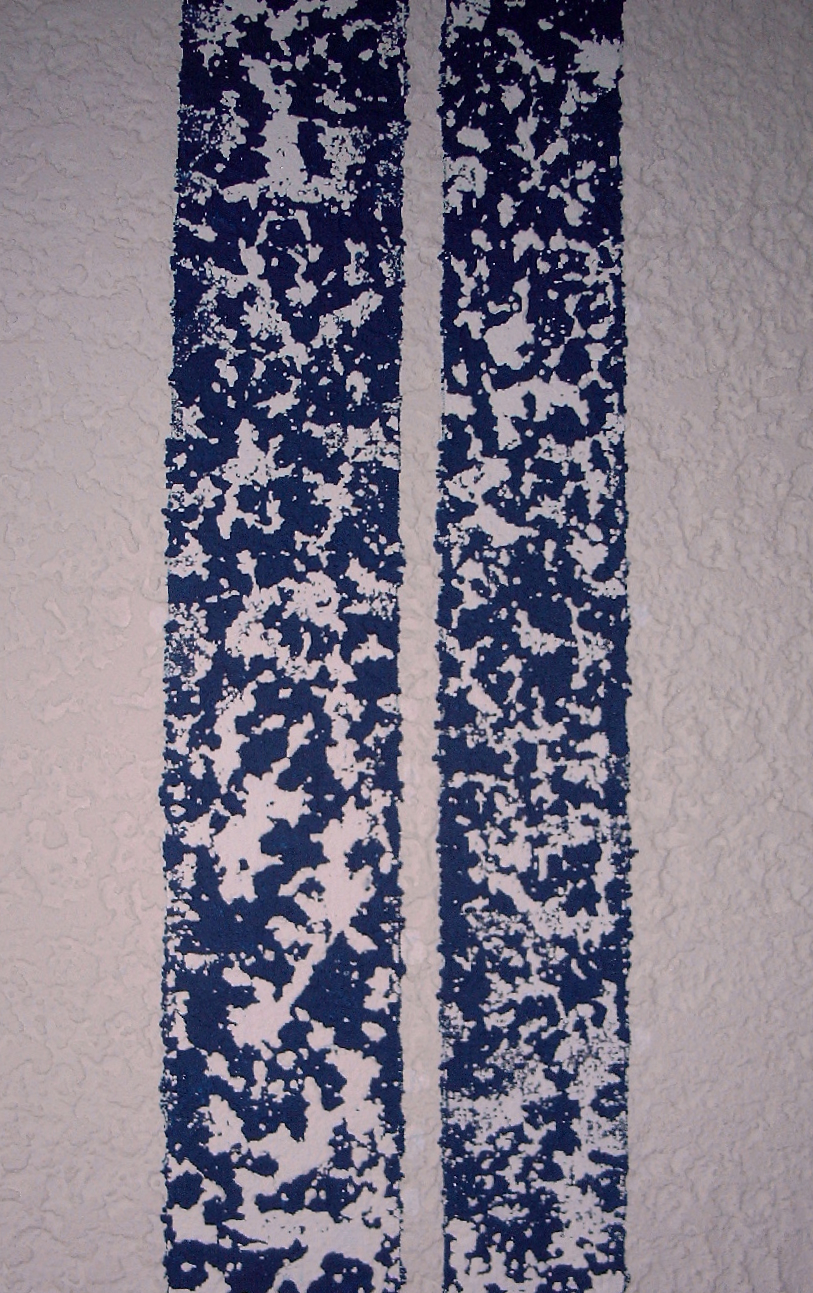
Rauputz, dessen unebene Oberfläche vor dem Aushärten teilweise glattgezogen wurde. Die geglätteten Stellen werden durch die aufgerollten Farbstreifen sichtbar.

Im Verlauf der Geschichte entwickelte sich eine große Vielzahl von Putzstrukturen und flächigen Gestaltungsmustern, die sich ebenso wie andere Gestaltungsmerkmale eines Gebäudes den verschiedenen baulichen Epochen zurechnen lassen.
- Glattputz bzw. Glättputz: Mithilfe von Glättkelle, Glätteisen oder polierten Steinen (Tadelakt) wird die Oberfläche von langsam abbindenden Kalk- oder Lehmputzen einmal oder mehrmals geglättet (Stucco lustro). Moderne kunstharzgebundene Glattputze werden auch aufgespachtelt und geschliffen. Glättputz im Außenbereich ist rissanfällig, häufig wenig feuchtigkeitsausgleichend und erscheint im Streiflicht oft ungleichmäßig.
- Filzputz: Der Putz wird mit einem Filzbrett eingeebnet und abgerieben und erhält dadurch eine nahezu glatte Oberfläche.
- Reibeputz und Scheibenputz: Ein Oberputz der durch den Einsatz eines Holz- oder Kunststoffreibebretts bzw. mit Stahltraufel oder Schwammscheibe mit kreisenden Bewegungen und durch die Feuchtigkeit des noch nicht erstarrten Putzes gerieben wird. Durch unterschiedliche Körnungsgrößen (bis 5 mm Korngröße) des Putzmörtel und verschiedene Reibebewegungen sind die üblichen Strukturen erreichbar, die regional unterschiedlich als Münchner Rauputz, Rillenputz, Wurmputz, Madenputz oder Rindenputz usw. bezeichnet werden. Das Reiben und Filzen von Außenputzen sollte vermieden werden, da es zur Anreicherung des Bindemittels an der Oberfläche und so zu dessen Verhärtung und Anfälligkeit für Risse führt. Aus dem gleichen Grund soll auch Innenputz nicht übermäßig lange mit Reibe- oder Filzbrett bearbeitet werden.
- Rauputz: Durch traditionelle und oft regional differenzierte Behandlung beim bzw. nach dem Auftragen werden unterschiedliche Oberflächeneffekte erzielt. Zu den Rauputzen gehören beispielsweise Spritzputz, Graupenputz, Knottenwurf sowie:
  - Kratzputz: Etwa 12–36 Stunden nach dem Auftrag, also noch vor dem endgültigen Erhärten, wird die oberste Putzschicht wieder abgekratzt, etwa mit Nagelbrett (Putzigel oder Stahlnagelkartätsche).[5] Dies ergibt einen rauen, aber rissfreien Putz, da die spannungsreiche Sinterschicht entfernt wird, die sich beim Auftragen von feinen und mittelfeinen Putzen bildet, weil das Bindemittel an die Oberfläche wandert. Wird der Kratzputz nicht überstrichen, ergibt sich ein gewisser Selbstreinigungseffekt durch das langsame Absanden des der Witterung ausgesetzten Putzes. Meist werden Korngrößen bis 4 oder 6 mm verwendet, früher sogar bis zu 16 mm. Als Auftragsstärke wird oft der dreifache Korndurchmesser gewählt. Nach dem Auftrag kann der Putz mit der Zahnkartätsche geebnet und verdichtet sowie mit der Traufel geglättet werden. Nachdem er angezogen hat, wird der Putz mit Nagelbrett, Stahlklinge oder grobem Sägeblatt gekratzt, sobald das obenliegende Korn dabei leicht aus dem Putz herausspringt und nicht mehr am Werkzeug haftet.[9]
 Zwei Varianten des Kratzputzes, bei denen die Putzoberfläche künstlerisch oder graphisch bearbeitet wird, sind Hessischer Kratzputz und Sgraffito.
  - Rappputz: Die angeworfenen Putzbatzen werden jeweils mit dem Kellenrand grob abgezogen (abgerappt).[5] Je nach Konsistenz des Putzes entsteht eine mehr oder weniger unregelmäßig strukturierte und abhängig von der Korngröße oft sehr grobe Oberfläche. Eine Variante ist der Erlweinputz.
- Die Oberfläche von Strukturputzen wird nach dem Auftragen durch die Bearbeitung mit der Kelle, dem Reibebrett, dem Quast oder anderen Werkzeugen gestaltet (z. B. Besenwurf-/ Besenstrich-/ Besenstipp-/ Besenzugputz, Draufelstich, Kellenputz, Kellenstrichputz, Kellenwurfputz, Kammputz, Kammzugputz, Nagelbrettputz, Patschputz, Pinselputz, Waschelputz).
- Steinputz wird zur Herstellung von Bauteilen verwendet, die nach dem Abbinden mit Steinmetzwerkzeugen bearbeitet werden sollen. Dazu werden Zement oder äquivalente Bindemittel mit Gesteinskörnungen gleicher oder geringerer Festigkeit kombiniert. Bis in die 60er Jahre wurden viele Hauseingänge mit hervortretenden Elementen aus Steinputz umrahmt, die mit ihren scharrierten Oberflächen einem gräulichen Naturstein ähneln.
- Schlämmputze sowie Streichputze und Schweißputze werden häufig zur Überarbeitung von grobporigen Oberflächen, rissigen Altputzen oder als dünner (steinsichtiger) Überzug auf Naturstein- oder Ziegelwänden verwendet. Schlämmen, die in der Konsistenz zwischen Anstrich und Putzmörtel liegen, wurden traditionell genutzt, um grobe Spritz- und Wurf- oder poröse Kratz- und Rappputze zu überziehen. Mit dem Ergebnis einer lebendigen Oberfläche, die feinporig genug ist, ohne weiteren Anstrich auch an Wetterseiten eingesetzt zu werden.

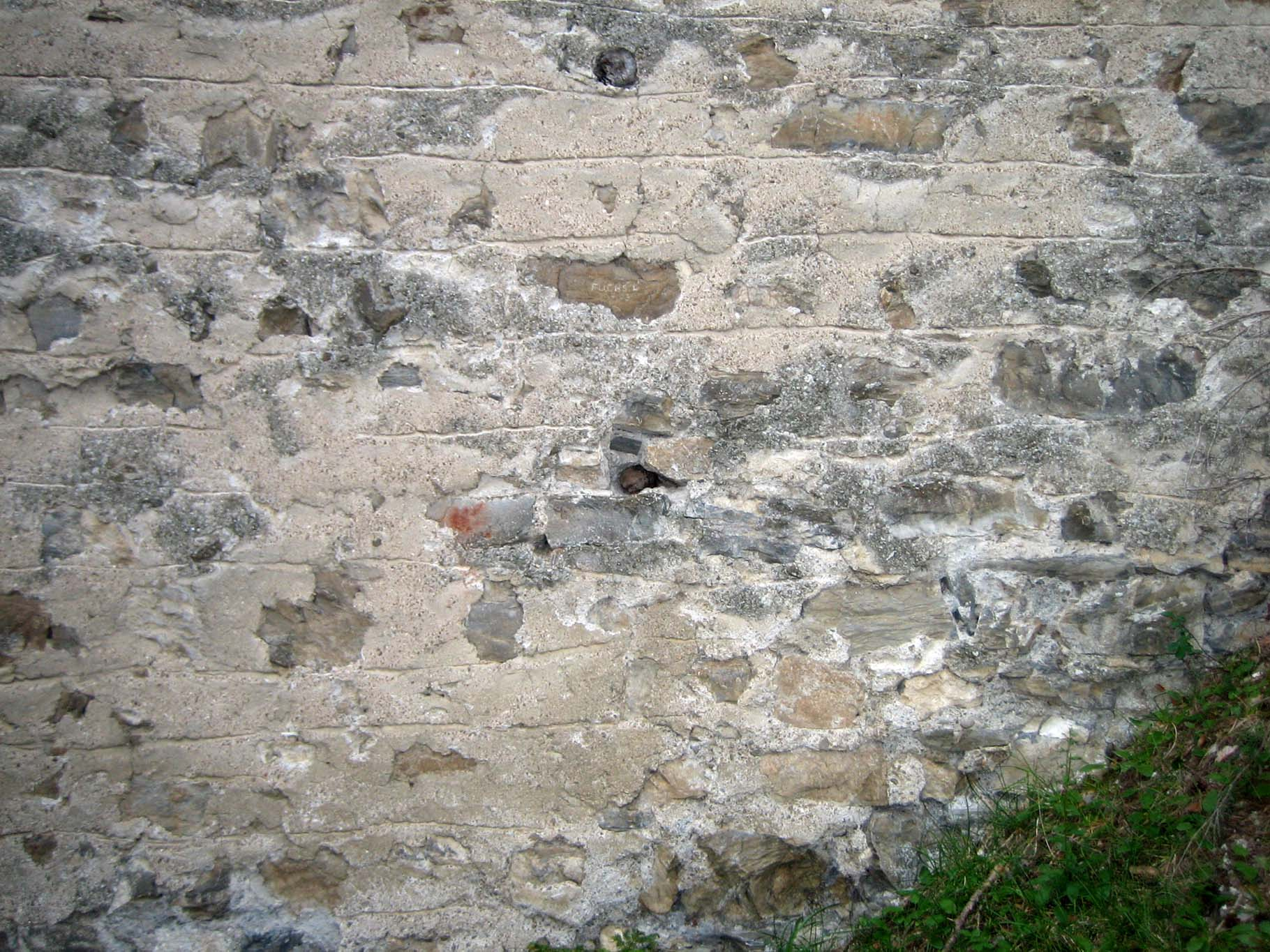
Rasa-Pietra mit Fugenstrich an der Außenmauer der Ruine Ruchenberg

- In mittelalterlichen Bauten wie Burgen wurde oft die Rasa-Pietra-Technik (= verstrichener Stein) verwendet. Bei dieser Technik wird der Mörtel großzügig entlang der Fugen der Mauersteine aufgebracht und verstrichen, bis die Mauer eine nahezu ebene Fläche bildete, die Steinköpfe jedoch unbedeckt blieben oder durch Abrappen wieder freigelegt werden. Manchmal werden die Fugen im feuchten Mörtel dekorativ nachgezogen (Fugenstrich). Beim Verbandelungsputz wurden die Fugen dagegen erhaben als schmale Wülste geformt.

Bei Außenputz und insbesondere bei Fugenmörteln darf die Putzmischung keine höhere Festigkeit erreichen, als der Untergrund, da sonst feuchte- und frostbedingtes Quellen und Schwinden sowie Wärmespannungen durch Sonneneinstrahlung zu einem beschleunigten Abwittern der Mauersteine führen können.
Weitere Arten zum Auftrag des Putzes bzw. zur Bearbeitung der Oberfläche sind Abrieb, Feinzug, Modellierputz, Naturputz, Rollputz, Rustikaputz, Stechputz, Stempelputz, Stockputz, Walzputz und Waschputz.

### Nach Funktion
- Universalputz: Universalputze enthalten größere Anteile Kunstharz, die für eine gute Haftung sorgen und die Verarbeitung erleichtern. Zugesetzte Faser verringern das Reißen des Putzes. Universalputze können so auch auf ungleichmäßigen, unebenen und unterschiedlich saugfähigen Untergründen aufgetragen werden. Sie werden auch als Renovierputz, Dünnschichtputz oder Haftputz angeboten und können häufig in Schichtstärken ab 4 mm aufgetragen werden.[11]
- Wärmedämmputz: Konventionelle Wärmedämmputze haben einen schlechteren Wärmedurchlasswiderstand als die meisten Dämmstoffe, erlauben es jedoch, den Dämmwert einer historischen oder repräsentativen Putzfassade zu verbessern, ohne dass ihre Gliederung und Struktur durch Dämmmaßnahmen verlorengehen.
 Neue Hochleistungsdämmputze (etwa mit Aerogelen) sind vergleichsweise teuer, können jedoch als Alternative zu einem Wärmedämmverbundsystem eingesetzt werden. Sie werden überwiegend zur Erhaltung der Fassadenstruktur in der Denkmalpflege und Altbausanierung verwendet. Wärmedämmputze haben einen hohen Porenanteil und sind nur bedingt wetterfest. Sie müssen in der Regel mit einer Schlämme oder einem dünnen Edelputz überzogen werden.
 Wärmedämmputze können auch auf der Innenseite von Außenwänden aufgebracht werden, etwa zur Beseitigung von Schimmelproblemen. Dies jedoch vorzugsweise auf Außenwänden, die durchgängig kapillaraktiv sind. An der Innenseite der (Rohbau)Wand entstehendes Kondensat kann dann problemlos nach außen abgeführt werden. Siehe auch Innendämmung#Taupunkt
 Gewöhnliche Dämmputze sind nicht für dauerfeuchtes Mauerwerk oder für den Sockelbereich geeignet.Siehe auch: Putz (Baustoff)#Wärmedämmputz
- Sockelputz: Bei den gängigen Sockelputzen handelt es sich meist um zementhaltige Sperrputze, welche Wasserdampf einigermaßen passieren lassen, aber leicht hydrophob eingestellt sind. Bei dauerfeuchtem Mauerwerk können die von aufsteigender Nässe transportierten Salze zwischen Mauerwerk und Putz auskristallisieren und den Sockelputz großflächig ablösen. Abhilfe schaffen dann weiche Opferputze oder spezielle Sanierputze.
- Opferputz: Reine Luftkalkputze werden als Opferputze eingesetzt, die besonders im Denkmalschutz dazu dienen, bauschädliche Salze über einen bestimmten Zeitraum hinweg aufzunehmen. Wenn die Oberfläche zu starke Ausblühungen aufweist, werden sie abgeschlagen und ersetzt. Dies ist besonders sinnvoll bei Sanierungsmaßnahmen nach Hochwasser oder allgemein nach Trockenlegung eines Gebäudes.
- Sanierputze sind stark hydrophobierte, mit speziellen Luftporenbildnern versehene, Kalk-Zement-Putze, deren Struktur die Verdunstung aufsteigender Feuchte innerhalb der Putzschicht befördert, wodurch die zurückbleibenden bauschädlichen Salze im Putzgefüge eingelagert werden. Sichtbare Schäden durch auskristallisierende Salze werden hierdurch solange minimiert, bis die Poren mit Salz angefüllt sind. Kritisiert wird, dass der enthaltene Zement in ungünstigen Fällen selber zur Salzbelastung des Mauerwerks beitragen kann. Sanierputze WTA sind durch die Wissenschaftlich-Technische Arbeitsgemeinschaft für Bauwerkserhaltung und Denkmalpflege zertifiziert. Zertifizierung wie Anwendung werden durch  WTA-Merkblätter geregelt. Siehe auch: Hydroment
- Akustikputze sind leichte Putze mit großem Porenvolumen, die nicht deckend überstrichen werden sollten, damit der Schall vom offenporigen Putz absorbiert werden kann.

## Verarbeitung

### Auftragsart nach Beschaffenheit
Putz kann traditionell von Hand oder maschinell mit Putzfördertechnik aufgetragen werden. Je nach Oberflächenbeschaffenheit des fertigen Putzes spricht man von Reibe-, Struktur- oder Streichputz. Durch unterschiedliche Korngröße der Zuschlagstoffe und durch unterschiedliche Behandlung des frischen Putzes (Glattziehen, Kellenstriche, Kratzen, Kehren, …) entstehen unterschiedliche Effekte.
Sofern der Putz nach dem Auftragen keine weitere Oberflächengestaltung mehr erfährt, so ergibt sich aus der Auftragsart auch das Erscheinungsbild der fertigen Putzoberfläche:
- Kellenstrichputz entsteht durch das fächer- oder schuppenförmige Auftragen und Verstreichen des Putzmörtels. Wird häufig in untergeordneten Räumen (wie Kellern) angewendet und meist nur einlagig.
- Kellenwurfputz erhält seine typische und namensgebende Struktur durch das Anwerfen von Mörtelbatzen auf das Mauerwerk. In der Regel wird hierbei ein Putzmörtel mit einer Körnungsgröße bis 10 mm verwendet und einlagig gearbeitet.
- Spritzputz wird traditionell per Hand oder mit dem Spritzputzgerät ein- oder mehrlagig mit einem feinkörnigen (bis etwa 3 mm Korngröße) und dünnflüssigen Putzmörtel auf das Mauerwerk aufgesprenkelt.
- Mit der Putzmaschine raupenförmig aufgebrachte Putze sowie Gipsputze werden nach dem Auftragen meist zunächst (mit der Kartätsche) abgezogen und anschließend mit einer Glättkelle (Traufel) geglättet.

Meist besteht ein Putzsystem aus mehreren Schichten. Mineralische Putze werden traditionell in einer etwa 1,5 cm starken Schicht „angeworfen“ und können so als Ausgleichsschicht für Unebenheiten in der Oberfläche genutzt werden. Viele Kunststoffputze, die den äußeren Abschluss eines Wärmedämmsystems bilden, werden dagegen sehr dünn „aufgezogen“ (z. B. „in Kornstärke“, d. h. etwa 3–5 mm stark).
Um die Bildung von Rissen im Putz zu verhindern und dessen Widerstandsfähigkeit zu erhöhen, kann eine Armierung (Bewehrung) hilfreich sein. Hierzu wird z. B. Glasfasergewebe in den Grundputz eingelegt und durch Kellenstrich eingearbeitet.

### Putzregeln für Außenputz
Ein traditioneller Putzauftrag erfordert, dass sich die Festigkeit der aufeinanderfolgenden Schichten von Untergrund und Vorspritz bis zum Unter- und Oberputz nach außen hin nicht erhöht, sondern tendenziell eher abnimmt. Erreicht werden kann dies etwa durch die Reduzierung des Bindemittelgehalts bei ansonsten gleichbleibender Mischung.
Auf diese Weise wird die Bildung von Rissen und die schalenförmige Ablösung von Putzschichten mit zu großer Festigkeit vermieden. Klassischer weicher Kalkputz ist relativ elastisch und kann Spannungen, die durch Sonneneinstrahlung, Feuchte und Frost entstehen, gut aufnehmen.
Da Luftkalkputz viel Feuchtigkeit aufnimmt, wurden Wetterseiten durch Kalkschlämme, Kalkfarbe, Verbretterung, Schindeln oder durch große Dachüberstände vor Schlagregen geschützt.
Bei modernem Wärmedämmputz und Wärmedämmverbundsystemen wird diese Regel umgekehrt. Die Rissbildung wird durch die Einlage von Armierungsgewebe sowie durch die Beimischung von Kunstharzen vermieden, die den Putz elastischer machen. Die Putzschicht kann hierbei als eigene Schale angesehen werden. Eine Ablösung vom Untergrund tritt nicht ein, da die unterliegende Dämmschicht den Putz elastisch entkoppelt und Wärmedehnung zulässt. Edelputze mit hohem Kunstharzanteil behindern den Feuchtigkeitsaustausch. Dies kann zur Veralgung der Oberfläche und im Falle von Wasserschäden zur Feuchtigkeitsansammlung in Wand und Dämmschicht führen.

## Funktion

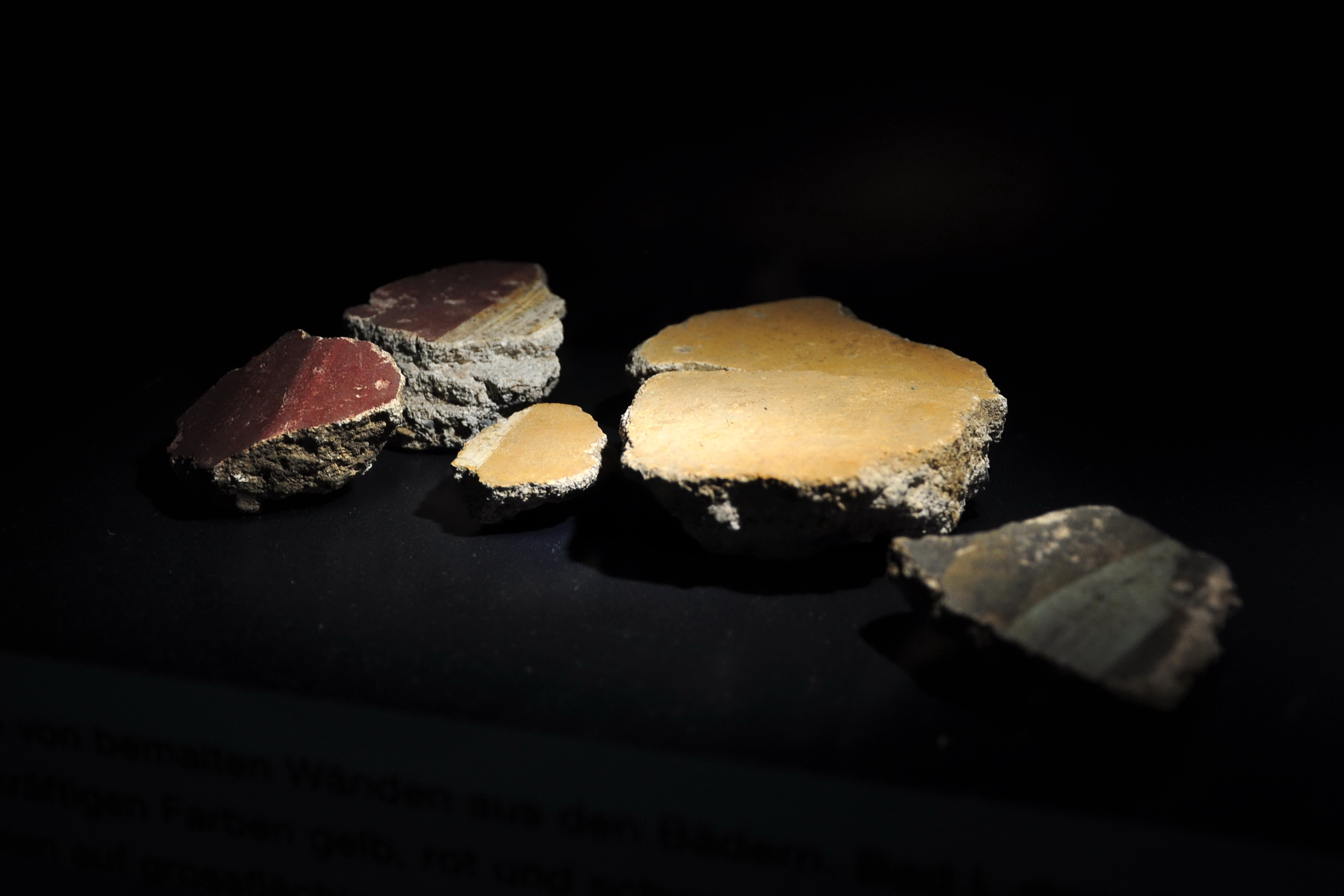
Fundort Thermengasse im römischen vicus Turicum (Zürich): Verputzreste von bemalten Wänden aus den Thermen, dem Stil entsprechend aus dem 1. Jahrhundert n. Chr., mit kräftigen Farben: Gelb, Rot und Schwarz

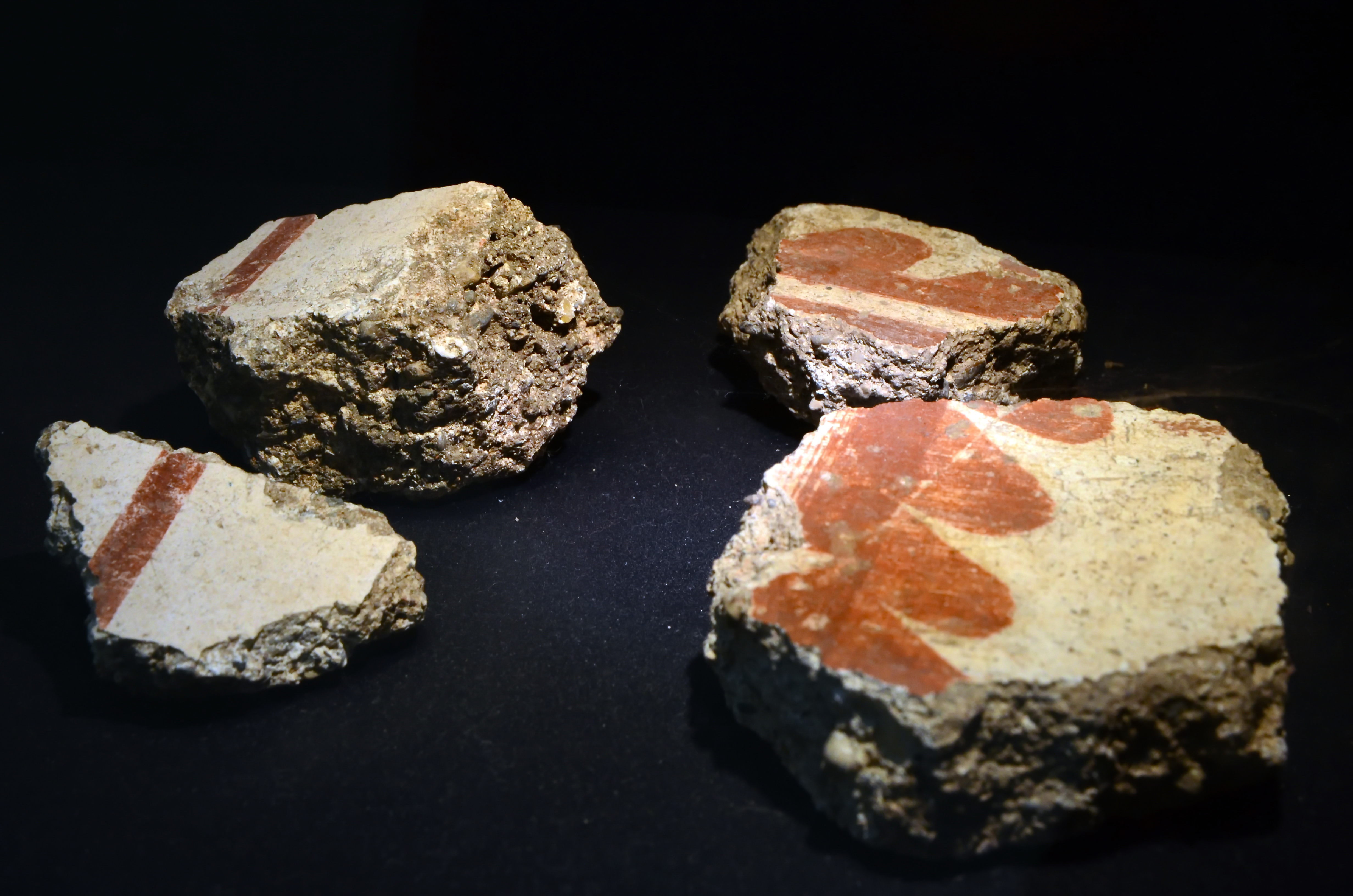
Fundort Thermengasse: Verputzreste von bemalten Wänden aus dem 2./3. Jahrhundert n. Chr. mit feinen farbigen Linien auf großflächig weißen Wänden

Wandputz dient der optischen Gestaltung von sichtbaren Flächen und zum Schutz vor schädlichen Einwirkungen oder als Grundlage für weitere Beschichtungen, wie Farben, Fliesen oder Tapeten.
Schutzfunktionen
- Innenputz verhindert Barackenklima, indem er Schwankungen der Innenraumtemperatur und der Luftfeuchtigkeit abpuffert
- Schutz vor der Kälte durch Wärmedämmung
- Schutz vor Bewitterung, also Wärme- und UV-Strahlung sowie Regenwasser
- Abdichtung gegen Wasser, z. B.
  - Tadelakt
  - Dichtputz und -schlämmen an Kellermauerwerk sowie in Schwimmbecken oder Klärbecken.

Besondere gestalterische Funktionen
- Bei einem Fresko wird der noch frische Putz mit Kalkfarbe bemalt, wodurch Farbe und Putz gemeinsam zu künstlichem Kalkstein aushärten
- Bei Stuckmarmor und Stuccolustro werden spezielle Zusatzstoffe und Pigmente durch Polieren und Wachsen in eine marmorähnliche Oberfläche verwandelt.

Moderne Leichtputze oder Ultra-Leichtputze wurden entwickelt, um damit die immer leichteren und hochdämmenden Wandbildner zu verputzen.

## Materialien
Putze können aus vielerlei Materialien bestehen. Traditionell bestehen sie aus Bindemittel, Zuschlagstoffen und Wasser. Quarzsand, Kies, Gesteinsmehle und Ziegelsplitt sind mineralische Zuschlagstoffe. Zuschläge wie Stroh, Tierhaar, Glasfaser und -mehl u. a. werden oft zur Armierung, Strukturbildung oder Farbgebung zugegeben und Leichtzuschläge wie Vermiculit, Schaumglasgranulat, Kork, Blähton, EPS u. a., um die Wärmeleitfähigkeit herabzusetzen. Sogenannte Vergütungen und Additive wie z. B. Kunststoffe regulieren die technischen Eigenschaften.
Bei der Unterscheidung von Putzen nach dem Material handelt es sich in der Regel um eine Unterscheidung nach dem Bindemittel, da dieses einen entscheidenden Einfluss auf die Eigenschaften und den Verwendungszweck des Putzes hat.
Die Bindemittel werden folgendermaßen unterschieden: „mineralisch gebundene Putze“ und „organisch gebundene Putze“.
Mineralische Putze haben anorganische Bindemittel, besonders häufig Kalk, Zement, Gips, Lehm oder Silikat (Wasserglas), besonders bei traditionellen und/oder ökologischen Bauweisen. Oft werden Kalk und Zement gemischt, um die Verarbeitungseigenschaften zu verbessern. Organisch gebundene Putze haben organische Bindemittel wie Kunstharze (Dispersion) ggf. mit Anteilen von Silikonharz, Acrylaten u. a.

## Handwerksberufe
- Maurer führen alle Arten von Putzarbeiten aus. Die Ausführenden werden regional auch Putzer oder Ibser genannt.
- Stuckateure und Gipser fertigen insbesondere gegliederte und ornamentierte Putzflächen aus Gips- oder Kalkstuck. Rabitzer sind auf selbsttragende Putzflächen spezialisiert, die Gewölbe imitieren und als leichte Trennwände dienen können.
- Plisterer führen Lehmbewurf aus und verstreichen ihn nach dem Trocknen mit Lehmputz.
- Spachtelmasse, Edelputz, Rollputz und ähnliche Oberbeschichtungen werden auch vom Malern, Tünchern oder Trockenbauern aufgebracht.

In Genealogien werden auch die Berufsbezeichnungen Rauher und Rauhermeister verwendet.

## Normen und Richtlinien
- DIN 18350: Putz- und Stuckarbeiten
- DIN V 18550: Putz und Putzsysteme – Ausführung (zurückgezogen)
- DIN 18550-1 & -2: Planung, Zubereitung & Ausführung von Außen- & Innenputzen - Ergänzende Festl zu DIN EN 13914-1 & -2
- DIN 4121: Hängende Drahtputzdecken - Putzdecken mit Metallputzträgern, Rabitzdecken
- DIN EN 998-1: Festlegungen für Mörtel im Mauerwerksbau - Putzmörtel
- DIN EN 13658-1 & -2: Putzträger & Putzprofile aus Metall - Außen- & Innenputze
- DIN EN 13914-1 & -2: Planung, Zubereitung & Ausführung von Außen- & Innenputzen
- DIN EN 16572: Erhaltung des kulturellen Erbes - Glossar für Mauer- & Putzmörtel